# 马泽罗勒
马泽罗勒（法語：Mazeyrolles，法語發音：[mazeʁɔl]）是法国多尔多涅省的一个市镇，属于萨拉拉卡内达区。

## 地理
马泽罗勒（44°41'7"N, 1°1'10"E）面积29.65 平方千米，位于法国新阿基坦大区多爾多涅省，该省份为法国西南部内陆省份，是法國本土面积第三大的省，大致对应佩里戈尔地区，北起顺时针与夏朗德省、上维埃纳省、科雷兹省、洛特省、洛特-加龙省、吉倫特省和滨海夏朗德省接壤。
与马泽罗勒接壤的市镇（或旧市镇、城区）包括：圣富瓦德贝尔韦斯、卡普德罗、拉沃尔、奥尔利亚克、布里奥朗斯河畔布朗克福尔、佩里戈尔地区普拉、圣塞尔南德莱尔姆、苏洛尔、萨勒德贝尔韦斯。

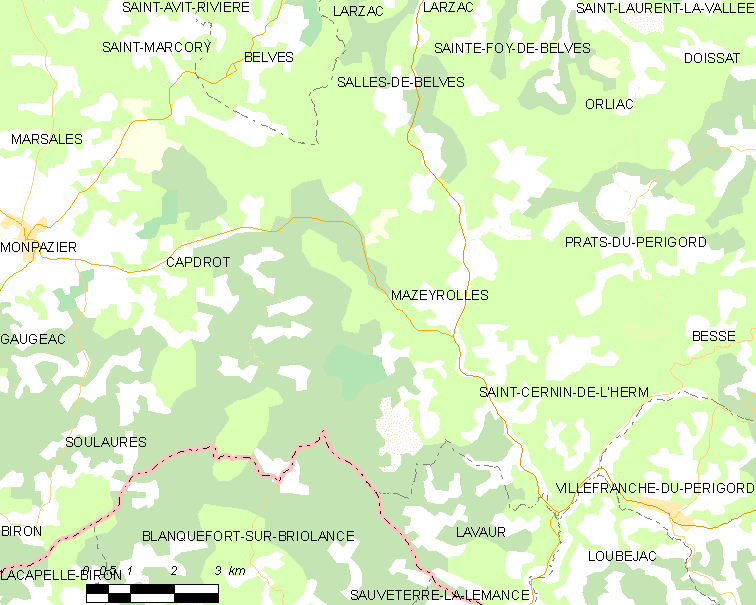
马泽罗勒的OSM定位图

马泽罗勒的时区为UTC+01:00、UTC+02:00（夏令时）。

## 行政
马泽罗勒的邮政编码为24550，INSEE市镇编码为24263。

## 政治
马泽罗勒所属的省级选区为多尔多涅河谷县。

## 人口

1962-2008年间马泽罗勒人口变化图示

马泽罗勒于2022年1月1日时的人口数量为305人。